# Fathia Absie
Fathia Absie (somali: Fadxiya Cabsiiye; àrab: فتحية إبسيآ, Fatḥiyya Absiyā) és una actriu, guionista, productora i directora de cinema nascuda a Mogadiscio, que a més de treballar en el cinema documental i de ficció publicà la novel·la gràfica The Imperceptible Peace Maker. Fathia és una de les cofundadores d'Eat With Muslims, un projecte destinat a reunir musulmans i no-musulmans per sopar junts i explicar i escoltar històries amb l'esperança de construir ponts entre veïns i comunitats de diferents religions i cultures. La primera trobada es va fer el 15 de gener de 2017.

## Activitat professional
Absie fou duta per la seua família, als 14 anys, als Estats Units, on cursà l'escola primària i el col·legi secundari i obtingué un títol conjunt en Sistemes d'Informació i en Serveis Humans. Exercí com a treballadora social en algunes organitzacions com el Servei d'Ocupació i Família del Comtat de Franklin a Columbus (Ohio) i la Universitat de Washington a Seattle. El gener de 2008 la contractaren com a periodista en la Veu d'Amèrica a Washington per al Servei somali i hi renuncià el 27 de gener de 2010 al·legant persecució i discriminació del seu cap en l'emissora.
El 2011, Absie estrena la seua primera pel·lícula, el documental Broken Dreams, en què tracta el reclam col·lectiu contra el reclutament per fanàtics religiosos de la joventut somali a Minnesota, la qual cosa atragué l'atenció no buscada del FBI, que inicià la major recerca de contraterrorisme des de la tragèdia de l'11-S.
El 2013 treballa en ECHO, una organització no governamental amb seu a Minnesota destinada a ajudar les comunitats d'immigrants.
El 2014 Absie publica la novel·la gràfica The Imperceptible Peacemaker, en CreateSpace, un servei d'autopublicació d'Amazon. És una història al·legòrica de la justícia vigilant protagonitzada per un superheroi que és un bilionari de la tecnologia que inventa un vestit que li confereix invisibilitat per fer el bé i lluitar en el món contra la tirania i la injustícia. Absie també treballà amb Twin Cities PBS, una organització sense afany de lucre que tenia dos canals digitals de televisió, on fou amfitriona de molts programes i del documental Giving Thanks! El 2016 Fathia Absie actua en la pel·lícula dirigida per Musa Syeed sobre un jove musulmà refugiat a Minneapolis.
El 2015, Absie protagonitzà, escrigué i dirigí la seua pel·lícula The Lobby, sobre la relació entre un home blanc i una dona somali-americana.
Fou estrenada, en el Festival Internacional de Cinema de Minneapolis–Saint Paul, l'abril de 2015. El novembre de 2017, Absie torna a treballar amb Barkhad Abdirahman, aquesta vegada dirigits per Eric Tretbar en la pel·lícula First Person Plural sobre el romanç entre el fill d'un imant somali i la filla d'un predicador baptista que porta les seues famílies a sopar juntes el Dia d'Acció de Gràcies.
En un reportatge realitzat el 2019, Absie explica que en arribar als Estats Units tenia una llarga cabellera i no usava hijab, però que el 2011 a causa d'una situació d'estrès començà a perdre cabell, cosa que la va fer decidir-se a tallar-se'l totalment per tenir un nou començament i per això es cobrí el cap usant un mocador comú. Se n'adonà que algunes persones la miraven de manera diferent que abans i al cap d'un any i mig va decidir que faria servir el mocador sempre, que tot i ser la mateixa persona, la peça comportava també per a ella un cert canvi de perspectiva.